# Spongia dura
Spongia dura är en svampdjursart. Spongia dura ingår i släktet Spongia och familjen Spongiidae. Inga underarter finns listade i Catalogue of Life.